# Cincinnati Gardens
Der Cincinnati Gardens war eine Mehrzweckhalle in der US-amerikanischen Stadt Cincinnati, Hamilton County, im Bundesstaat Ohio. Zum Schluss bot die 1949 eröffnete Arena 10.208 Plätze. Seinerzeit war es mit 11.000 Sitzplätzen die siebtgrößte Veranstaltungshalle der Vereinigten Staaten. 2016 wurde die Halle samt Gelände verkauft und wurde von Ende 2017 bis März 2018 abgerissen.

## Geschichte
Erbaut wurde die Veranstaltungsstätte u. a. mit 470.000 Backsteinen, 295.000 Betonwerksteinen, 26.000 Keramikfliesen, rund 5.582 Kubikmeter Beton, 2.300 Tonnen Bau- und Bewehrungsstahl und 776 Glasbausteinen. Im Innenraum gibt es keine sichtbehindernde Pfeiler oder Säulen. Der Cincinnati Gardens wurde vor 11.144 Zuschauern mit dem Eishockeyspiel zwischen den Dallas Texans und den Montréal Canadiens am 22. Februar 1949 eröffnet. Ursprünglich sollte die Halle den Namen The Cincinnati Winter Garden erhalten, dieses Vorhaben verwarf man aber später wieder. An der Fassade des Gebäudes befindet sich ein Flachrelief mit sechs etwa drei Meter großen Figuren. Sie stellen je zwei Boxer, Basketball- und Eishockeyspieler dar.
Als Sportarena fanden im Cincinnati Gardens u. a. Eishockeyspiele, Basketballspiele bis in die NBA, Amateur- und Profi-Boxkämpfe, Hallenfußball, Profi-Wrestling, Roller Derby, Tractorpulling, Auto- und Motorradsport, Karate-Meisterschaften, und Schwimmveranstaltungen statt. 1966 machte das NBA All-Star Game am 11. Januar Station in Cincinnati. Vor 13.653 Zuschauer gewann der Osten mit 137:97 gegen den Westen und Adrian Smith von den Cincinnati Royals wurde zum MVP des Spiels gewählt. Die größten Zuschauerzahlen im Gardens erzielten Wahlkampfveranstaltungen um die US-Präsidentschaft. So kamen am 25. Oktober 1960 19.000 Zuschauer zu der Veranstaltung von Richard Nixon und Henry Cabot Lodge junior im Präsidentschaftswahlkampf 1960. Weitere 2.000 Menschen standen vor der Halle und hörten der Veranstaltung zu. Für Kinder und Familien werden z. B. Eisshows, Zirkus oder Shows mit der Sesamstraße, Snoopy, Bugs Bunny oder Barney geboten.
Die ersten Mieter im Cincinnati Gardens waren die NCAA-College-Basketball-Mannschaften der Xavier Musketeers (Xavier University of Cincinnati) und der Cincinnati Bearcats (University of Cincinnati) sowie das AHL-Team der Cincinnati Mohawks. Während die Musketeers die Halle von 1949 bis 1979 nur sporadisch und erst von 1983 bis 2000 für ihre Spiele regelmäßig nutzten; trugen die Bearcats von 1949 bis 1954 und 1987 bis 1989 ihre Spiele in der Arena aus. Die Mohawks blieben neun Jahre bis 1958 im Cincinnati Gardens. Im ersten Spiel der Mohawks waren auf den Trikots Fragezeichen angebracht, weil noch kein Namen für das Team gefunden war. Er wurde erst danach von den Fans gewählt. 1957 zog die NBA-Mannschaft der Royals von Rochester nach Cincinnati um. Dort blieben die Cincinnati Royals, bis sie 1972 zu den Kansas City Kings wurden.
Nur zwei Spielzeiten (1963–1964) waren die Cincinnati Wings der CPHL-Eishockeyliga in Cincinnati. Durch eine Gasexplosion im Indiana State Fair Coliseum der Indianapolis Capitals ging das Franchise des Farmteams der Detroit Red Wings (NHL) nach Cincinnati, die dort als Cincinnati Wings spielten. Zur Saison 1964/65 wurde das Team nach Memphis verlegt. Die Cincinnati Swords, das Farmteam der Buffalo Sabres, wurde 1971 gegründet und trat bis zur Einstellung des Spielbetriebs 1974 im Cincinnati Gardens an. Das Basketballteam Cincinnati Slammers (CBA) spielte drei Jahre (1984–1987) im Cincinnati Gardens. Die 1990 neugegründeten Cincinnati Cyclones (ECHL) war im Gardens bis 1997 zu Hause, bis sie in die U.S. Bank Arena umzogen. Acht Jahre von 1997 bis 2005 war das Farmteam Cincinnati Mighty Ducks (AHL) der Mighty Ducks of Anaheim in Cincinnati, bis es nach 2005 nach Rockford abwanderte und in Rockford IceHogs umbenannt wurde. 1995 kam die Indoor Soccer-Mannschaft der Cincinnati Silverbacks (NASL) in den Cincinnati Gardens und blieb bis 1998.
Von 2010 bis 2012 waren das Arena-Football-Team der Cincinnati Commandos und die Indoor-Soccer-Mannschaft der Cincinnati Kings (PASL) im Cincinnati Gardens beheimatet. Das letzte Team, das die Halle nutzte, waren die Cincinnati Rollergirls der Women’s Flat Track Derby Association (WFTDA). Die letzte Veranstaltung der Rollergirls fand am 11. Juni 2016 statt.
Seit 2013 stand die Halle zum Verkauf. Mitte Juni 2016 kaufte die Port of Greater Cincinnati Development Authority für 1,75 Mio. US-Dollar das 19 Acre große Gelände, auf dem Cincinnati Gardens steht. Die Halle wird abgerissen, um dort Fabriken anzusiedeln. Die Halle wurde offiziell am 17. August 2016 geschlossen. Mitte Dezember 2016 begann man über das Internet Sitze und andere Dinge aus der Halle als Souvenirs zu verkaufen. Der Abriss sollte zwischen Frühjahr bis Mitte 2017 starten. Im November 2017 erhielt die O’Rourke Wrecking Company den Auftrag für die Abrissarbeiten der Arena. Einen Monat später wurden alle außen angebrachten Schriftzüge abmontiert. Ebenfalls im Dezember fand man bei ersten Abbrucharbeiten eine Zeitkapsel im Grundstein, deren Inhalt die Jahre nicht unbeschadet überstanden hat. Es fanden sich u. a. ein Eishockeypuck, ein Kartenspiel, ein Zeitungsausschnitt von 1958 und einen Teil eines 5-Dollar-Scheins in der rechteckigen Metallkiste. Im März 2018 war der Abriss des Cincinnati Gardens in vollem Gange.

## Konzerte
Eine Auswahl der Künstler und Bands, die in der Arena ein Konzert gaben.
- Elvis Presley, The Beatles, Madonna, Michael Jackson, Bob Dylan, Sammy Davis junior, Tom Petty, Neil Diamond
- Grateful Dead, Pink Floyd, Kinks, Alice Cooper, Metallica, Bon Jovi, Pearl Jam, Lawrence Welk
- Reba McEntire, Tammy Wynette, Conway Twitty, Loretta Lynn, Hank Williams Jr., Randy Travis
- Statler Brothers,  Waylon Jennings, George Jones, Alan Jackson, Wynonna Judd